# Jean-François Parot

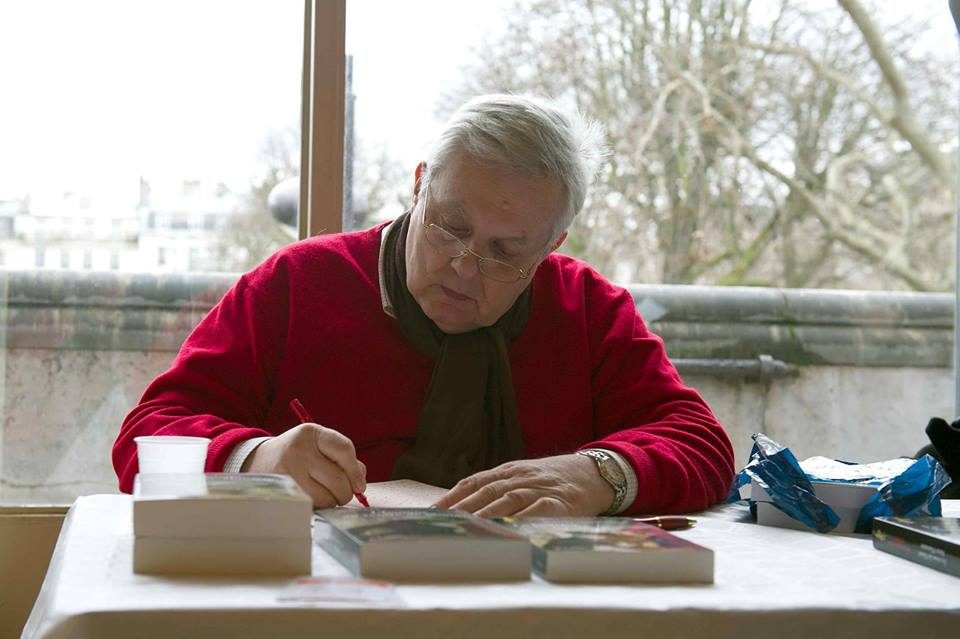
Jean-François Parot, 2014

Jean-François Parot (* 27. Juni 1946 in Paris; † 23. Mai 2018) war ein französischer Diplomat und Schriftsteller.

## Leben
Parot stammte aus Paris. Seine Mutter war eine Assistentin des Regisseurs Marcel Carné, sein Großvater ein Mitarbeiter von Abel Gance.
Er besuchte in seiner Heimatstadt das Lycée Michelet, später wechselte er aufs Lycée Henri IV. Nach seinem Studium (u. a. Geschichte und Anthropologie) war er ein ausgewiesener Spezialist für die Geschichte des 18. Jahrhunderts, speziell der von Paris.
Nach seiner Militärzeit, die er teilweise in Saint-Louis (Senegal) absolvierte, trat er in den diplomatischen Dienst seines Landes. Seine Karriere führte ihn 1974 als Vizekonsul nach Kinshasa (Demokratische Republik Kongo), 1982 als Generalkonsul in die Ho-Chi-Minh-Stadt (Vietnam), später dann in gleicher Position nach Athen (Griechenland). Weitere Stationen waren Doha (Katar), Khartum (Republik Sudan), Dschibuti (Dschibuti) Ouagadougou (Burkina Faso) und Sofia (Bulgarien). Unter Jacques Chirac entsandte man Parot im Oktober 2006 als Botschafter nach Bissau (Guinea-Bissau).

## Rezeption
Als Diplomat publizierte Parot einige Schriften mit den Schwerpunkten Nahrungsmittel, Verteilung derselben bzw. Überfluss und Mangel in verschiedenen Ländern.
Als Romanautor erfand er Nicolas Le Floch, einen Polizeikommissar im Paris des 18. Jahrhunderts. Sein Protagonist besteht fiktive Abenteuer, welche aber immer reale historische Personen und Geschehnisse mit einbeziehen. Le Flochs Vorgesetzter ist der  Polizeipräfekt von Paris Antoine de Sartine.
Der Erfolg der bisher (2015) erschienenen dreizehn Bände zeigte sich nicht nur in den Übersetzungen, sondern auch darin, dass France 2 (France Télévisions) diese Romane unter dem Titel Nicolas Le Floch verfilmt hat.

## Ehrungen
- 2005: Chevalier der Ehrenlegion
- 2006: Prix de l’Académie de Bretagne für den Roman Les sang des farines
- 2007: Prix du Lion’s Club für den Roman Les sang des farines
- 2011: Ordre des Arts et des Lettres

## Werke
Reihe „Nicolas Le Floch“
- Band 1: L’énigme des Blancs-Manteux. Le Grand Livre du mois, Paris 2008, ISBN 978-2-286-04951-5. (EA Paris 2000)
  - deutsch: Commissaire Le Floch und das Geheimnis der Weißmäntel. Blessing Verlag, München 2017, ISBN 978-3-89667-573-6.[2]
- Band 2: L’homme au ventre de plomb. Le Grand Livre du mois, Paris 2008, ISBN 978-2-286-04952-2. (EA Paris 2000)
  - deutsch: Commissaire Le Floch und der Brunnen der Toten. Blessing Verlag, München 2018, ISBN 978-3-89667-572-9.[2]
- Band 3: Le fantôme de la rue royale. Éditions 10/18, Paris 2008, ISBN 978-2-264-03689-6. (EA Paris 2001)
  - deutsch: Commissaire Le Floch und das Phantom der Rue Royale. Blessing Verlag, München 2018, ISBN 978-3-89667-625-2.[2]
- Band 4: L’affaire Nicolas Le Floch. Éditions 10/18, Paris 2004, ISBN 2-264-03689-3. (EA Paris 2002).
  - deutsch: Commissaire Le Floch und das Gift der Liebe. Blessing Verlag, München 2019, ISBN 978-3-89667-643-6.[2]
- Band 5: Le crime de l’hôtel Saint-Florentin. Éditions 10/18, Paris 2008, ISBN 978-2-264-04064-0 (EA Paris 2004).
  - deutsch: Commissaire Le Floch und die silberne Hand. Blessing Verlag, München 2019, ISBN 978-3-89667-650-4.[2]
- Band 6: Le sang des farines. Éditions 10/18, Paris 2007, ISBN 978-2-264-04369-6. (EA Paris 2005).
- Band 7: Le cadavre anglais. Éditions 10/18, Paris 2008, ISBN 978-2-264-04777-9. (EA Paris 2007).
- Band 8: Le noyé du grand canal. Éditions 10/18, Paris 2010, ISBN 978-2-264-05080-9. (EA Paris 2009).
- Band 9: L’honneur de Sartine. Éditions 10/18, Paris 2011, ISBN 978-2-264-05433-3. (EA Paris 2010).
- Band 10: L’enquête russe. Éditions 10/18, Paris 2012, ISBN 978-2-264-05906-2.
- Band 11: L’année du volcan. Lattès, Paris 2013, ISBN 978-2-7096-4232-3.
- Band 12: La pyramide de glace. Lattès, Paris 2014, ISBN 978-2-7096-4616-1.
- Band 13: L'inconnu du pont Notre-Dame. Lattès, Paris 2015, ISBN 978-2-7096-5035-9.

Sachbücher
- Structures sociales des quartiers de Grève, Saint-Avoye et Saint-Antoine. 1780–1785. Hachette, Paris 1974.